# Colombia ai Giochi della XXIX Olimpiade
La Colombia ha partecipato alle Giochi della XXIX Olimpiade di Pechino, svoltisi dall'8 al 24 agosto 2008, con una delegazione di 67 atleti.

## Medaglie
| Medaglia | Atleta                 | Sport             | Evento          |
| -------- | ---------------------- | ----------------- | --------------- |
| Argento  | Diego Fernando Salazar | Sollevamento pesi | 62 kg maschile  |
| Bronzo   | Jackeline Rentería     | Lotta libera      | 55 kg femminile |

## Atletica leggera
| Gara           | Atleta          | Batterie | Batterie | Quarti | Quarti | Semifinali | Semifinali | Finale | Finale |
| Gara           | Atleta          | Tempo    | Pos.     | Tempo  | Pos.   | Tempo      | Pos.       | Tempo  | Pos.   |
| -------------- | --------------- | -------- | -------- | ------ | ------ | ---------- | ---------- | ------ | ------ |
| 100 m          | Daniel Grueso   | 10"35    | 4        | 20"37  | 8      |            |            |        |        |
| 200 m          | Daniel Grueso   | 21"15    | 7        |        |        |            |            |        |        |
| 400 m          | Yeimer Mosquera |          |          | 46"59  | 7      |            |            |        |        |
| 110 m ostacoli | Paulo Villar    | 13"37    | 1        | 13"85  | 8      |            |            |        |        |

| Gara         | Atleta              | Tempo     | Posizione |
| ------------ | ------------------- | --------- | --------- |
| Maratona     | Juan Carlos Cardona | 2h 21'57" | 43        |
| Marcia 20 km | Luis Fernando López | 1h 20'59" | 9         |
| Marcia 20 km | James Rendón        | 1h 24'41" | 31        |
| Marcia 50 km | Rodrigo Moreno      | 4h 03'52" | 34        |

| Gara  | Atleta            | Batterie | Batterie | Quarti  | Quarti | Semifinali | Semifinali | Finale | Finale |
| Gara  | Atleta            | Tempo    | Pos.     | Tempo   | Pos.   | Tempo      | Pos.       | Tempo  | Pos.   |
| ----- | ----------------- | -------- | -------- | ------- | ------ | ---------- | ---------- | ------ | ------ |
| 100 m | Yomara Hinestroza | 11"39    | 4        | 11"66   | 7      |            |            |        |        |
| 200 m | Darlenis Obregón  | 23"33    | 5        |         |        |            |            |        |        |
| 800 m | Rosibel García    |          |          | 2'01"98 | 2      | 1'59"38    | 5          |        |        |

| Gara         | Atleta         | Tempo     | Posizione |
| ------------ | -------------- | --------- | --------- |
| Maratona     | Bertha Sánchez | 2h 47'02" | 62        |
| Marcia 20 km | Sandra Zapata  | 1h 36'18" | 35        |

| Gara                   | Atleta            | Qualificazioni | Qualificazioni | Finale | Finale |
| Gara                   | Atleta            | Misura         | Pos.           | Misura | Pos.   |
| ---------------------- | ----------------- | -------------- | -------------- | ------ | ------ |
| Lancio del martello    | Johana Moreno     | 64,66 m        | 17             |        |        |
| Lancio del giavellotto | Zuleima Aramendiz | 54,71 m        | 39             |        |        |

## Canottaggio
| Gara    | Atleta               | Batterie | Batterie | Quarti/ Ripescaggi | Quarti/ Ripescaggi | Semifinali | Semifinali         | Finale  | Finale       |
| Gara    | Atleta               | Tempo    | Pos.     | Tempo              | Pos.               | Tempo      | Pos.               | Tempo   | Pos.         |
| ------- | -------------------- | -------- | -------- | ------------------ | ------------------ | ---------- | ------------------ | ------- | ------------ |
| Singolo | Rodrigo Ideus Forero | 7'56"85  | 5        |                    |                    | 7'29"71    | 2 (semifinale E/F) | 7'18"61 | 4 (finale E) |

## Ciclismo

### BMX
| Gara         | Atleta         | Qualificazione | Qualificazione | Quarti | Quarti | Semifinali | Semifinali | Finale | Finale |
| Gara         | Atleta         | Tempo          | Pos.           | Punti  | Pos.   | Punti      | Pos.       | Tempo  | Pos.   |
| ------------ | -------------- | -------------- | -------------- | ------ | ------ | ---------- | ---------- | ------ | ------ |
| BMX maschile | Andrés Jiménez | 36"339         | 9              | 11     | 4      | 13         | 4          | 39"137 | 4      |
| BMX maschile | Augusto Castro | 36"301         | 7              | 14     | 5      |            |            |        |        |
| BMX maschile | Sergio Salazar | 36"145         | 6              | 15     | 5      |            |            |        |        |

### Su pista
| Gara                               | Atleta                                                         | Qualificazione | Qualificazione | Secondo turno | Secondo turno | Finale | Finale     |
| Gara                               | Atleta                                                         | Tempo          | Pos.           | Tempo         | Pos.          | Tempo  | Avversario |
| ---------------------------------- | -------------------------------------------------------------- | -------------- | -------------- | ------------- | ------------- | ------ | ---------- |
| Inseguimento individuale maschile  | Carlos Alzate                                                  | 4'35"154       | 16             |               |               |        |            |
| Inseguimento a squadre maschile    | Juan Esteban Arango Arles Castro Juan Pablo Forero Jairo Pérez | 4'11"397       | 10             |               |               |        |            |
| Inseguimento individuale femminile | María Luisa Calle                                              | 3'41"175       | 10             |               |               |        |            |

| Gara                    | Atleta            | Punti | Pos. |
| ----------------------- | ----------------- | ----- | ---- |
| Corsa a punti femminile | María Luisa Calle | 13    | 4    |

### Su strada e Cross country
| Gara                    | Atleta          | Tempo        | Posizione    |
| ----------------------- | --------------- | ------------ | ------------ |
| Corsa in linea maschile | Rigoberto Urán  | non concluso | non concluso |
| Corsa in linea maschile | José Serpa      | 6h 26'27"    | 41           |
| Corsa in linea maschile | Santiago Botero | 6h 24'01"    | 7            |
| Cronometro maschile     | Santiago Botero | 1h 06'35"    | 25           |
| Cross country maschile  | Héctor Páez     | 2h 06'46"    | 26           |

## Equitazione
| Gara        | Atleta        | Cavallo      | Qualificazioni | Qualificazioni | Qualificazioni | Qualificazioni | Qualificazioni | Qualificazioni | Finale  | Finale  | Finale  | Finale  | Finale | Finale |
| Gara        | Atleta        | Cavallo      | Turno 1        | Turno 1        | Turno 2        | Turno 2        | Turno 3        | Turno 3        | Turno A | Turno A | Turno B | Turno B | Totale | Totale |
| Gara        | Atleta        | Cavallo      | Pen.           | Pos.           | Pen.           | Pos.           | Pen.           | Pos.           | Pen.    | Pos.    | Pen.    | Pos.    | Pen.   | Pos.   |
| ----------- | ------------- | ------------ | -------------- | -------------- | -------------- | -------------- | -------------- | -------------- | ------- | ------- | ------- | ------- | ------ | ------ |
| Individuale | Manuel Torres | Chambacunero | 21             | 72             | 22             | 43             |                |                |         |         |         |         |        |        |

## Ginnastica

### Ginnastica artistica
| Gara                     | Atleta             | Volteggio | Corpo libero | Cavallo con maniglie | Anelli | Parallele | Sbarra | Trave  | Totale | Posizione | Finali  |
| ------------------------ | ------------------ | --------- | ------------ | -------------------- | ------ | --------- | ------ | ------ | ------ | --------- | ------- |
| Qualificazioni maschili  | Jorge Hugo Giraldo | 14,200    | 13,350       | 13,950               | 15,150 | 14,025    | 13,975 |        | 84,650 | 42        | nessuna |
| Qualificazioni femminili | Nathalia Sánchez   | 14,150    | 13,175       |                      |        | 13,825    |        | 13,000 | 54,150 | 53        | nessuna |

## Judo
| Gara            | Atleta       | Tabellone principale                    | Tabellone principale              | Tabellone principale | Tabellone principale | Tabellone principale | Ripescaggi                      | Ripescaggi                            | Ripescaggi                        | Ripescaggi |
| Gara            | Atleta       | Sedicesimi                              | Ottavi                            | Quarti               | Semifinali           | Finale               | 1º turno                        | Quarti                                | Semifinali                        | Finale     |
| --------------- | ------------ | --------------------------------------- | --------------------------------- | -------------------- | -------------------- | -------------------- | ------------------------------- | ------------------------------------- | --------------------------------- | ---------- |
| 81 kg maschile  | Mario Valles | Mark Anthony (Australia) 1010-0000      | Roman Gontiuk (Ucraina) 0001-0110 |                      |                      |                      | Sacha Denanydh (Togo) 0100-0001 | Euan Burton (Gran Bretagna) 0001-0110 |                                   |            |
| 70 kg femminile | Yuri Alvear  | Zhanar Zhanzunova (Kazakistan) 1000-000 | Anaysi Hernández (Cuba) 0100-1000 |                      |                      |                      |                                 | Ylenia Scapin (Italia) 1000-0010      | Leire Iglesias (Spagna) 0000-0001 |            |

## Lotta
| Gara           | Atleta             | Tabellone principale | Tabellone principale              | Tabellone principale                   | Tabellone principale | Tabellone principale | Ripescaggi | Ripescaggi | Ripescaggi            |  |
| Gara           | Atleta             | Sedicesimi           | Ottavi                            | Quarti                                 | Semifinali           | Finale               | Quarti     | Semifinali | Finale                |  |
| -------------- | ------------------ | -------------------- | --------------------------------- | -------------------------------------- | -------------------- | -------------------- | ---------- | ---------- | --------------------- |  |
| 55 kg maschile | Freddy Serrano     |                      | Abbas Dabbaghi (Iran) 0-1 1-1 1-5 |                                        |                      |                      |            |            |                       |  |
| 84 kg maschile | Jarlis Mosquera    |                      | Taras Danko (Ucraina) 0-3 0-3     |                                        |                      |                      |            |            |                       |  |
| 55 kg          | Jackeline Rentería |                      | Marwa Amri (Tunisia) 7-4 F        | Marcie Van Dusen (Stati Uniti) 7-2 5-3 | Xu Li (Cina) 5-5 F   |                      |            |            | Ana Paval (Romania) F |  |

## Nuoto
| Gara               | Atleta              | Batterie | Batterie | Semifinali | Semifinali | Finale | Finale |
| Gara               | Atleta              | Tempo    | Pos.     | Tempo      | Pos.       | Tempo  | Pos.   |
| ------------------ | ------------------- | -------- | -------- | ---------- | ---------- | ------ | ------ |
| 50 m stile libero  | Camilo Becerra      | 22"93    | 45       |            |            |        |        |
| 200 m stile libero | Julio Cesar Galofre | 1'50"62  | 43       |            |            |        |        |
| 100 m dorso        | Omar Pinzón         | 55"11    | 26       |            |            |        |        |
| 200 m dorso        | Omar Pinzón         | 1'59"11  | 18       |            |            |        |        |
| 100 m farfalla     | Camilo Becerra      | 54"27    | 52       |            |            |        |        |
| 200 m farfalla     | Omar Pinzón         | 1'59"47  | 30       |            |            |        |        |
| 200 m misti        | Omar Pinzón         | 2'02"28  | 30       |            |            |        |        |
| 400 m misti        | Omar Pinzón         |          |          | 4'22"31    | 21         |        |        |

| Gara              | Atleta            | Batterie | Batterie | Semifinali | Semifinali | Finale | Finale |
| Gara              | Atleta            | Tempo    | Pos.     | Tempo      | Pos.       | Tempo  | Pos.   |
| ----------------- | ----------------- | -------- | -------- | ---------- | ---------- | ------ | ------ |
| 50 m stile libero | Carolina Colorado | 26"11    | 38       |            |            |        |        |
| 100 m dorso       | Carolina Colorado | 1'01"19  | 19       |            |            |        |        |
| 100 m farfalla    | Carolina Colorado | 1'00"06  | 38       |            |            |        |        |
| 200 m misti       | Erika Stewardt    | 2'18"54  | 31       |            |            |        |        |

## Pugilato
| Gara              | Atleta             | Sedicesimi                    | Ottavi                                 | Quarti                          | Semifinali | Finale |
| ----------------- | ------------------ | ----------------------------- | -------------------------------------- | ------------------------------- | ---------- | ------ |
| Pesi gallo        | Jonatan Romero     | Hicham Mesbahi (Marocco) 3-11 |                                        |                                 |            |        |
| Pesi piuma        | Darley Pérez       | bye                           | Asylbek Talasbayev (Kirghizistan) 15-4 | leksei Tishchenko (Russia) 5-13 |            |        |
| Pesi mediomassimi | Eleider Álvarez    | bye                           | Tony Jeffries (Gran Bretagna) 5-5      |                                 |            |        |
| Pesi massimi      | Deivi Julio Blanco |                               | John Mbumba (Francia)                  |                                 |            |        |
| Pesi supermassimi | Óscar Rivas        |                               | Kubrat Pulev (Bulgaria) 11-5           | Roberto Cammarelle (Italia) 5-9 |            |        |

## Sollevamento pesi
| Gara  | Atleta                 | Strappo | Strappo | Slancio | Slancio | Totale | Posizione |
| Gara  | Atleta                 | Ris.    | Pos.    | Ris.    | Pos.    | Totale | Posizione |
| ----- | ---------------------- | ------- | ------- | ------- | ------- | ------ | --------- |
| 56 kg | Sergio Rada            | 112     | 14      | 140     | 12      | 252    | 12        |
| 62 kg | Diego Fernando Salazar | 138     | 2       | 167     | 2       | 305    |           |
| 62 kg | Óscar Figueroa         | 0       | -       |         |         |        |           |
| 69 kg | Edwin Mosquera         | 134     | 19      | 0       | -       |        |           |
| 85 kg | Carlos Andica          | 155     | 12      | 201     | 8       | 356    | 10        |

| Gara  | Atleta              | Strappo | Strappo | Slancio | Slancio | Totale | Posizione |
| Gara  | Atleta              | Ris.    | Pos.    | Ris.    | Pos.    | Totale | Posizione |
| ----- | ------------------- | ------- | ------- | ------- | ------- | ------ | --------- |
| 63 kg | Mercedes Pérez      | 97      | 9       | 120     | 9       | 217    | 9         |
| 69 kg | Tulia Angela Medina | 106     | 4       | 124     | 6       | 230    | 6         |
| 69 kg | Leydi Solís         | 105     | 5       | 135     | 3       | 240    | 4         |
| 75 kg | Ubaldina Valoyes    | 110     | 6       | 134     | 8       | 244    | 7         |

## Taekwondo
| Gara  | Atleta       | Tabellone principale              | Tabellone principale | Tabellone principale | Tabellone principale | Ripescaggi | Ripescaggi |
| Gara  | Atleta       | Ottavi                            | Quarti               | Semifinali           | Finale               | Semifinali | Finale     |
| ----- | ------------ | --------------------------------- | -------------------- | -------------------- | -------------------- | ---------- | ---------- |
| 49 kg | Gladis Mora  | Yang Shu-Chun (Taipei cinese) 0-1 |                      |                      |                      |            |            |
| 57 kg | Doris Patiño | Veronica Calabrese (Italia) 0-2   |                      |                      |                      |            |            |

## Tennis tavolo
| Gara              | Atleta       | Preliminari                                     | Turno 1 | Turno 2 | Turno 3 | Turno 4 | Quarti | Semifinali | Finale |
| ----------------- | ------------ | ----------------------------------------------- | ------- | ------- | ------- | ------- | ------ | ---------- | ------ |
| Singolo femminile | Paula Medina | Zhang Mo (Canada) 0-4 (5-11, 5-11, 10-12, 8-11) |         |         |         |         |        |            |        |

## Tiro
| Gara  | Atleta       | Qualificazioni | Qualificazioni | Finale    | Finale       | Finale |
| Gara  | Atleta       | Punteggio      | Pos.           | Punteggio | Punt. totale | Pos.   |
| ----- | ------------ | -------------- | -------------- | --------- | ------------ | ------ |
| Skeet | Diego Duarte | 106            | 38             |           |              |        |

## Tiro con l'arco
| Gara                  | Atleta                                   | Turno di qualificazione | Turno di qualificazione | Turno 1                                 | Turno 2                             | Ottavi                             | Quarti           | Semifinali | Finale |
| Gara                  | Atleta                                   | Punteggio               | Pos.                    | Turno 1                                 | Turno 2                             | Ottavi                             | Quarti           | Semifinali | Finale |
| --------------------- | ---------------------------------------- | ----------------------- | ----------------------- | --------------------------------------- | ----------------------------------- | ---------------------------------- | ---------------- | ---------- | ------ |
| Individuale femminile | Ana Rendón                               | 647                     | 10                      | Elena Tonetta (Italia) 106(+10)-106(+9) | Miroslava Dagbaeva (Russia) 110-106 | Khatuna Lorig (Stati Uniti) 95-107 |                  |            |        |
| Individuale femminile | Sigrid Romero                            | 551                     | 62                      | Joo Hyun-Jung (Corea del Sud) 98-108    |                                     |                                    |                  |            |        |
| Individuale femminile | Natalia Sánchez                          | 643                     | 18                      | Katsiarina Muliuk (Bielorussia) 101-104 |                                     |                                    |                  |            |        |
| Squadre femminile     | Ana Rendón Sigrid Romero Natalia Sánchez | 1841                    | 10                      |                                         |                                     |                                    | Giappone 199-206 |            |        |

## Tuffi
| Gara                    | Atleta                  | Preliminari | Preliminari | Semifinale | Semifinale | Finale | Finale |
| Gara                    | Atleta                  | Punti       | Pos.        | Punti      | Pos.       | Punti  | Pos.   |
| ----------------------- | ----------------------- | ----------- | ----------- | ---------- | ---------- | ------ | ------ |
| Trampolino 3 m          | Juan Urán               | 443,05      | 14          | 468,90     | 9          | 454,60 | 10     |
| Piattaforma 10 m        | Juan Urán               | 418,00      | 18          | 436,10     | 12         | 414,80 | 11     |
| Piattaforma 10 m sincro | Víctor Ortega Juan Urán |             |             |            |            | 423,66 | 6      |

| Gara           | Atleta       | Preliminari | Preliminari | Semifinale | Semifinale | Finale | Finale |
| Gara           | Atleta       | Punti       | Pos.        | Punti      | Pos.       | Punti  | Pos.   |
| -------------- | ------------ | ----------- | ----------- | ---------- | ---------- | ------ | ------ |
| Trampolino 3 m | Diana Pineda | 268,85      | 20          |            |            |        |        |

## Vela
| Gara              | Atleta          | Regata | Regata | Regata | Regata | Regata | Regata | Regata | Regata | Regata | Regata | Regata | Punteggio | Pos. |
| Gara              | Atleta          | 1      | 2      | 3      | 4      | 5      | 6      | 7      | 8      | 9      | 10     | M      | Punteggio | Pos. |
| ----------------- | --------------- | ------ | ------ | ------ | ------ | ------ | ------ | ------ | ------ | ------ | ------ | ------ | --------- | ---- |
| Windsurf maschile | Santiago Grillo | 30     | 35     | 29     | 31     | 33     | 35     | 35     | DNF    | 31     | 34     |        | 293       | 35   |